# Thái Cường
Thái Cường là một xã thuộc huyện Thạch An, tỉnh Cao Bằng, Việt Nam.

## Địa lý
Xã Thái Cường nằm ở trung tâm huyện Thạch An, có vị trí địa lý:
- Phía đông giáp xã Lê Lai và xã Vân Trình
- Phía tây giáp xã Đức Thông
- Phía nam giáp xã Trọng Con
- Phía bắc giáp huyện Quảng Hòa và xã Kim Đồng.

Xã Thái Cường có diện tích 24,41 km², dân số năm 2019 là 1.129 người, mật độ dân số đạt 46 người/km².
Trên địa bàn xã có núi khau Khoang. Quốc lộ 4A chạy qua phía đông xã, trên tuyến đường có cầu Hang Kị và đèo Khau Khoang.

## Lịch sử
Sau năm 1975, Thái Cường là một xã thuộc huyện Thạch An.
Đến năm 2019, xã Thái Cường được chia thành 7 xóm: Khuổi Kẹn, Lũng Đâư, Lũng Noọc, Nà Luông, Phiêng Un, Tẻm Tăng, Pác Han.
Ngày 9 tháng 9 năm 2019, Hội đồng Nhân dân tỉnh Cao Bằng ban hành Nghị quyết số 27/NQ-HĐND về việc sáp nhập xóm Giả Mỵ vào xóm Tẻm Tăng.

## Hành chính
Xã Thái Cường được chia thành 6 xóm: Lũng Đâư, Lũng Noọc, Nà Luông, Phiêng Un, Tẻm Tăng, Pác Han.